# Shemurat Sha‘ar Poleg
Shemurat Sha‘ar Poleg (hebreiska: שמורת שער פולג, Shemurat Sha’ar Poleg, שמורת אודם) är ett naturreservat i Israel.   Det ligger i distriktet Centrala distriktet, i den norra delen av landet.